# 新西兰电力
新西兰的电力供应主要使用可再生能源，如水力发电，地热发电和越来越多的风能。截至2019年 ，82％ 的电力来自可再生资源，这使得新西兰成为世界上发电碳排量最低的国家之一。1974年至2010年，新西兰的电力需求平均每年增长2.1％，2010年至2013年则下降1.2％。  